# Gamboa (Álava)
Gamboa (en euskera Ganboa) era un municipio español que estaba situado en la provincia de Álava, País Vasco.

## Concejos
El municipio estaba formado por nueve pueblos, que a su vez eran concejos:
- Azúa (en euskera y oficialmente Azua)
- Garayo (en euskera y oficialmente Garaio)
- Larrínzar (en euskera y oficialmente Larrintzar)
- Marieta
- Mendíjur (oficialmente Mendixur/Mendíjur)
- Mendizábal
- Nanclares de Gamboa
- Orenín
- Zuazo de Gamboa (en euskera y oficialmente Zuhatzu Ganboa)

## Historia
Hacia mediados del siglo XIX, el ayuntamiento tenía contabilizada una población de cuatrocientos habitantes. Aparece descrito en el octavo volumen del Diccionario geográfico-estadístico-histórico de España y sus posesiones de Ultramar de Pascual Madoz con las siguientes palabras:

GAMBOA: ayunt. en la prov. de Alava, part. jud. de Salvatierra, dióc. de Calahorra, aud. terr. de Burgos, c. g. de las Provincias Vascongadas: consta de 9 l. denominados Azua cap., Garayo, Larrinzar, Marieta, Mendijur, Mendizabal, Nanclares, Orenin y Zuazo, que reunen 120 casas ademas de la municipal con cárcel que hay en Azua; 9 igl. parr., 9 cementerios y 7 ermitas. Su sit. es á la falda S. del monte Arlaban; el clima saludable. Hay 5 escuelas de instruccion primaria. El térm. municipal se estiende 1 leg. de N. á S., y lo mismo de E. á O., y confina N. las sierras de Arlaban y Elguea; E. Barrundia; S. Arrazua, y O. Ubarrundia: dentro de esta circunferencia hay mucho monte poblado de robles y hayas. El terreno es de mediana calidad; le baña el r. Zadorra, al que cruzan 8 puentes en este distr. Los caminos son carretiles. El correo se recibe de Vitoria. prod.: trigo, maiz y mistos: cria ganado vacuno y caballar, caza de liebres, perdices y codornices, y pesca de truchas, anguilas y barbos. ind.: 3 molinos harineros en buen estado. pobl.: 120 vec., 400 alm. riqueza y contr. (V. Salvatierra, part. jud.). El presupuesto municipal asciende á 2,000 rs. que se cubre por reparto vecinal.
(Madoz, 1847, p. 287)

La construcción del embalse de Ullíbarri-Gamboa, cuya obra comenzó en 1947 y que amenazaba con inundar buena parte del municipio hizo que el 10 de mayo de 1957, el gobierno decretara la disolución del municipio y su división entre los municipios vecinos.
El reparto se hizo de la siguiente manera:
- Garayo, Larrínzar, Marieta, Mendíjur y Zuazo de Gamboa pasaron a formar parte del municipio de Barrundia.
- Nanclares de Gamboa y Mendizábal pasaron a formar parte del municipio de Arrazua-Ubarrundia.
- Azúa y Orenín pasaron a formar parte del municipio de Elburgo.

Una vez que se procedió al llenado del embalse la mayor parte de los pueblos se vieron afectados de una u otra manera por la inundación. Mendizábal y Zuazo de Gamboa, por ejemplo, quedaron totalmente sepultados bajo las aguas desapareciendo para siempre.
Garayo se vio también afectada también casi totalmente por la inundación, aunque se salvara alguna casa. Ello hizo que el pueblo quedara prácticamente despoblado. Actualmente ha sido reconvertido en zona de baño y esparcimiento.
Azúa y Nanclares de Gamboa quedaron a orillas del lago. Sin embargo, sus habitantes perdieron muchas tierras de cultivo y se vieron obligados a emigrar. El primero quedó deshabitado y el segundo, sin llegar al mismo extremo, sí vio reducida su población en gran número e incluso perdió la condición de concejo.
Progresivamente los antiguos concejos de Gamboa fueron también extinguiéndose de forma oficial: Zuazo de Gamboa (15 de enero de 1959), Mendizábal (2 de marzo de 1959), Azúa y Orenín (2 de abril de 1959), Nanclares de Gamboa (31 de mayo de 1961) y finalmente Garayo (15 de junio de 1961).
Las poblaciones que menos sufrieron por la recrecida del embalse fueron Marieta, que se fusionaría con la vecina Larrínzar en un único concejo (Marieta-Larrínzar) y Mendíjur. Estas dos poblaciones siguen existiendo como concejos en la actualidad, aunque también se vieron afectados por la construcción del embalse, ya que también perdieron tierras de cultivo.

## Demografía
| Gráfica de evolución demográfica de Gamboa entre 1842 y 1950 |
| |
| Población de derecho según los censos de población del INE Población de hecho según los censos de población del INEEntre el censo de 1960 y el anterior, este municipio desaparece porque se integra por partes en los municipios 01008 (Arrazua Ubarrundia), 01013 (Barrundia) y 01021 (Elburgo) |

| Gráfica de evolución demográfica de Gamboa entre 1802 y 2017 |
| |
| Población de derecho (1802-1940, según los censos de población de la Enciclopedia Auñamendi. Población residente (2000-2017) según los censos de población del INE. (Supuesto demográfico si el municipio todavía existiera). |